# Stazione di Pontenure
Stazione di Pontenure vasútállomás Olaszországban, Pontenure településen.

## Vasútvonalak
Az állomást az alábbi vasútvonalak érintik:
- Milánó–Bologna-vasútvonal

## Kapcsolódó állomások
A vasútállomáshoz az alábbi állomások vannak a legközelebb:
- Stazione di Piacenza
- Stazione di Cadeo